# Young Metro
Young Metro è un singolo del rapper statunitense Future, del produttore discografico statunitense Metro Boomin e del cantautore canadese The Weeknd, pubblicato il 25 marzo 2024 come secondo estratto dall'album in studio collaborativo di Future e Metro Boomin We Don't Trust You.

## Descrizione
Il brano è stato scritto dagli artisti e prodotto da Metro Boomin, David x Eli e Mike Dean. La produzione è stata definita "sconvolgente" ed è resa "cinematica" dai vocali di sottofondo di The Weeknd, definiti "angelici", mentre Future rappa in modo "oscuro".

## Video musicale
Il video musicale del brano, diretto da The Hidji World e Omar Jones, è stato pubblicato in concomitanza con l'uscita del singolo e presenta i tre artisti posare davanti a un palazzo di cemento insieme a diverse donne e davanti ad un Tesla Cybertruck.

## Classifiche
| Classifica (2024)   | Posizione massima |
| ------------------- | ----------------- |
| Arabia Saudita      | 17                |
| Australia           | 68                |
| Canada              | 17                |
| Emirati Arabi Uniti | 14                |
| Francia             | 111               |
| Grecia              | 10                |
| Islanda             | 26                |
| Lituania            | 53                |
| Medio Oriente       | 8                 |
| Portogallo          | 60                |
| Slovacchia          | 40                |
| Stati Uniti         | 9                 |